# Stadtmuseum Gütersloh
Das Stadtmuseum Gütersloh ist ein stadtgeschichtliches Museum in der ostwestfälischen Kreisstadt Gütersloh. Das Museum befindet sich in Trägerschaft des Heimatvereins Gütersloh und zeigt neben Exponaten zur Stadtgeschichte Güterslohs zwei Ausstellungen zur Medizin- und zur Industriegeschichte. Begleitet werden diese drei Dauerausstellungen von pro Jahr etwa fünf bis sieben Sonderausstellungen zu lokalen Themen oder von Wanderausstellungen. Aushängeschild des Museums ist die medizinhistorische Sammlung, die 1990 mit einem Spezialpreis zum Europäischen Museumspreis ausgezeichnet wurde. Zu den bedeutendsten Exponaten gehören ein Schreibtisch des Nobelpreisträgers Robert Koch und eine Eiserne Lunge aus den 1950er Jahren.

## Geschichte des Museums
Ein erstes Heimatmuseum gab es in Gütersloh ab 1935, nachdem schon in den 1920er Jahren für vor- und frühgeschichtliche Funde im Raum Gütersloh der Wunsch nach einem solchen Museum aufgekommen war. Das Gebäude wie die Exponate wurden im Zweiten Weltkrieg beschädigt und zum Teil zerstört. 1974 wurden die Reste der früheren Ausstellung in einem neuen Heimathaus gezeigt, was jedoch nicht ausreichend Platz bot. Am 24. Juni 1982 schenkten der Gütersloher Arzt Wilhelm Angenete (1890–1984) und seine Schwester Else dem Heimatverein Gütersloh zwei Grundstücke mit den Gebäuden in der Gütersloher Innenstadt unter der Auflage, dort ein Museum einzurichten.
Das Stadtmuseum Gütersloh wurde 1988 im sogenannten Backsteinhaus eröffnet. Träger wurde der Heimatverein Gütersloh, wobei sich die Stadt Gütersloh bis heute an den Kosten beteiligt. 1997 konnte in einem zweiten Bauabschnitt ein benachbartes Fachwerkhaus hergerichtet werden. Im Jahr 2000 eröffnete das Museumscafé.

## Gebäude
Das Museumsareal besteht aus mehreren historischen Gebäuden. Die Ausstellung zur Stadtgeschichte wird in einem Fachwerkhaus gezeigt, das um 1750 errichtet wurde und in dem zwischen 1819 und 1868 die erste preußische Volksschule Gütersloh beheimatet war, bevor dort die Kornhandlung Angenete & Wulfhorst eröffnete. Diese baute 1874 als Kornlager das Backsteinhaus, in dem heute die Ausstellungen zur Medizin- und Industriegeschichte zu sehen sind. Die Häuser sind seit 1930 durch einen Übergang im 1. Stock miteinander verbunden, was heute einen Museumsrundgang ermöglicht. Beide Gebäude wurden 1984 mit den Denkmalnummern A 081 und A 082 in die Liste der Baudenkmäler in Gütersloh eingetragen.
In weiteren Fachwerkhäusern sind die Museumsleitung und -verwaltung sowie das Museumscafé untergebracht. Letzteres wurde in einem aufwändigen Verfahren transloziert. Sein ursprünglicher Standort war unweit des heutigen Gütersloher Rathauses. Anders als bei den meisten Fachwerkkonstruktionen möglich, konnte es nicht zerlegt werden, da sonst die mit Wandmalereien verzierte, tragende Innenwand zerstört worden wäre. So wurde das 20 Tonnen schwere Gebäude entkernt, mit Diagonalstreben ausgesteift, in einen Transportkäfig „verpackt“ und per Tieflader an seinen neuen Standort gefahren.
Das Museumsmagazin befindet sich außerhalb des eigentlichen Museumsgrundstücks.

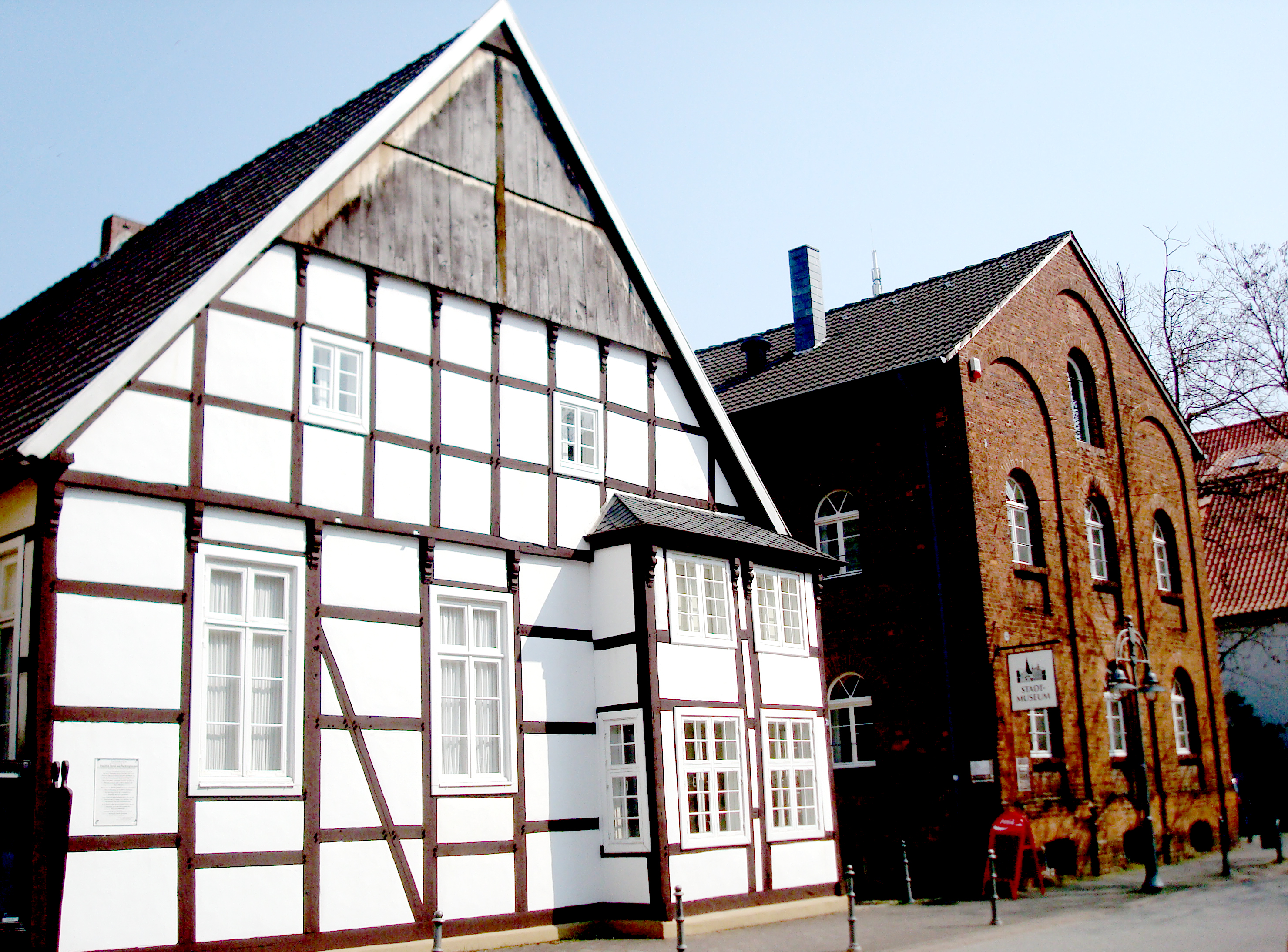
Das Fachwerkhaus von ca. 1750 und das Backsteinhaus von 1874 sind denkmalgeschützt.
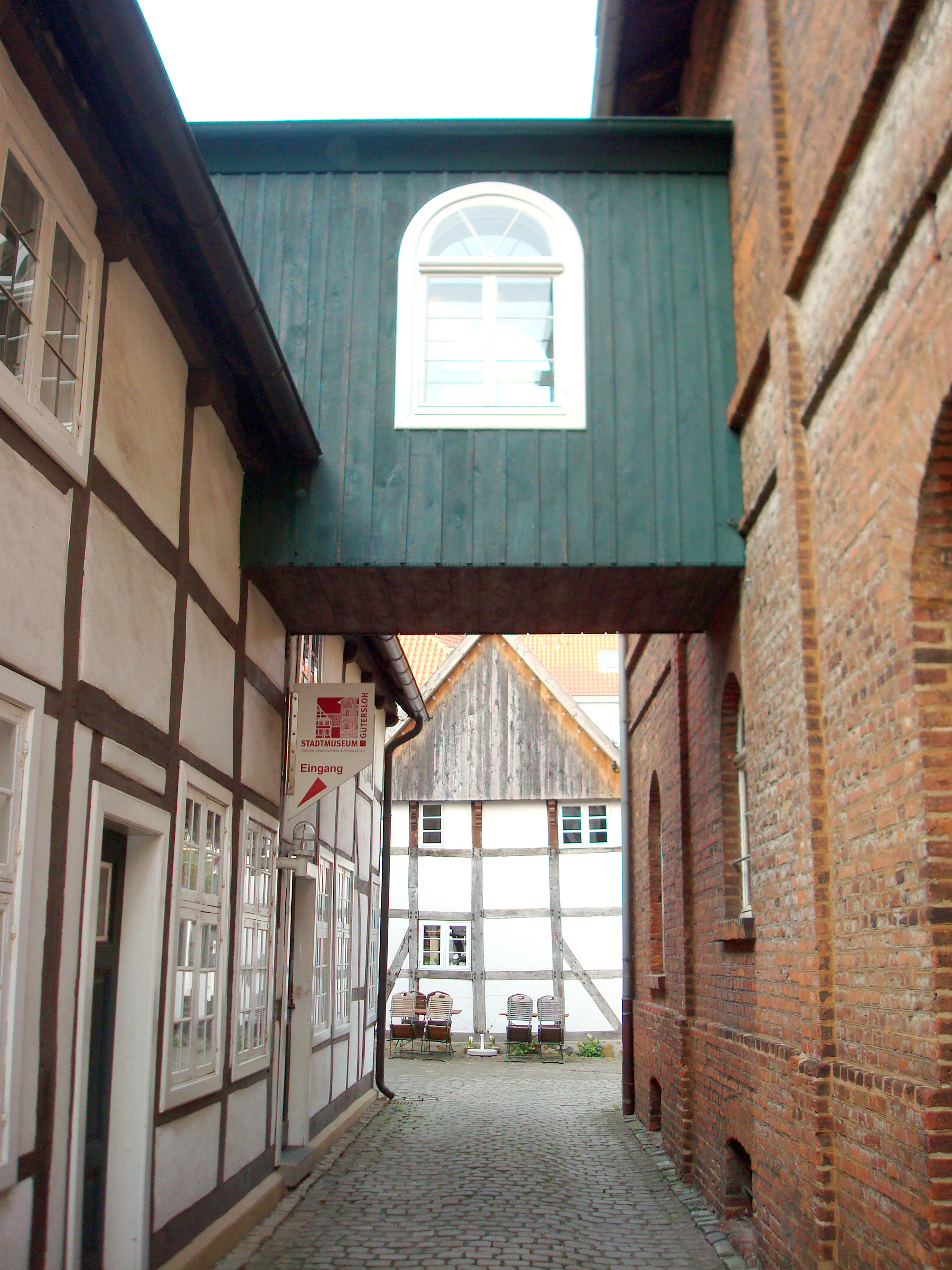
Eine Brücke verbindet die beiden Gebäude.
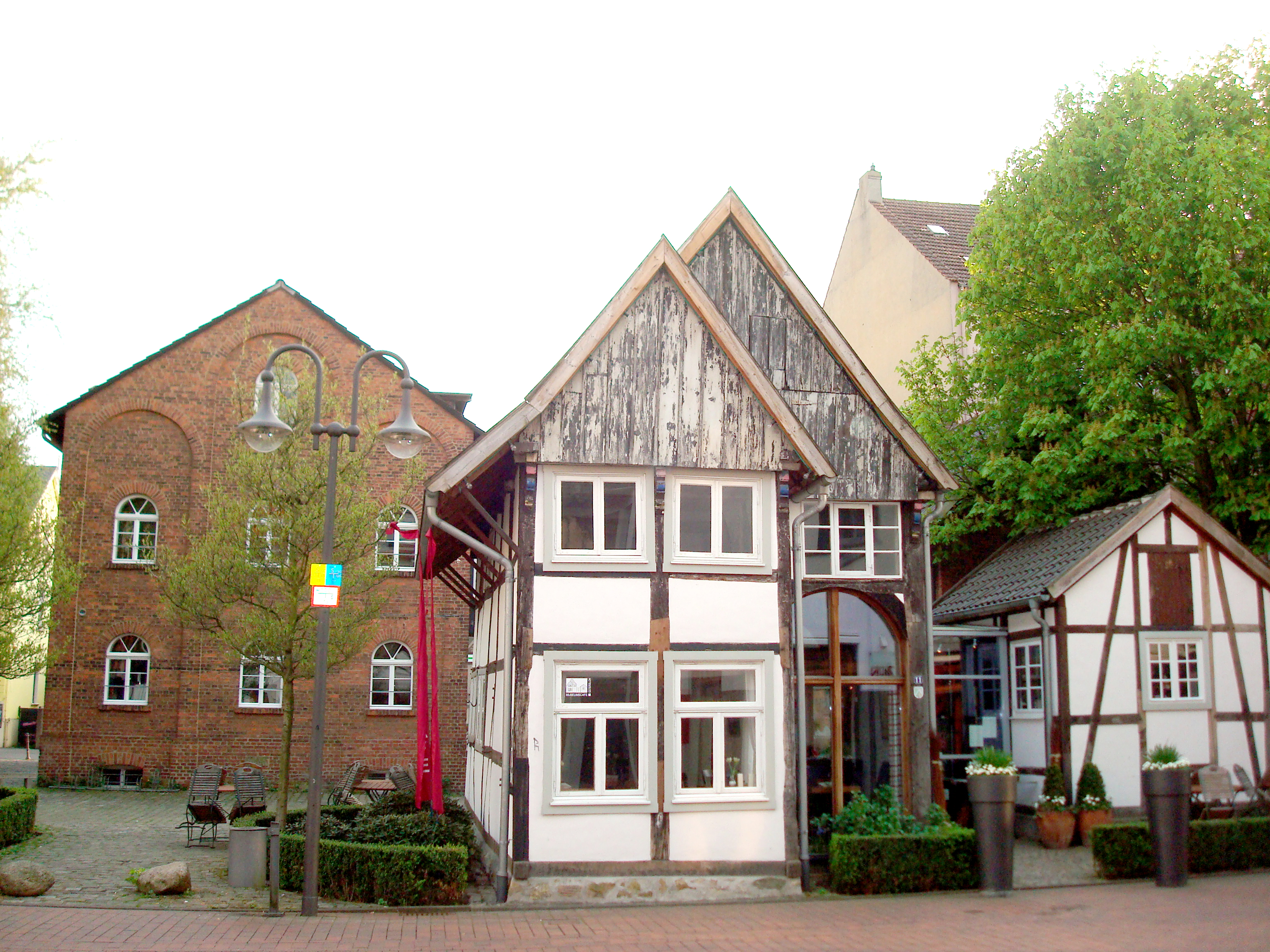
Rückansicht: In der Mitte das Museumscafé, das in einem Stück transloziert wurde. Gut zu erkennen ist die Utlucht.
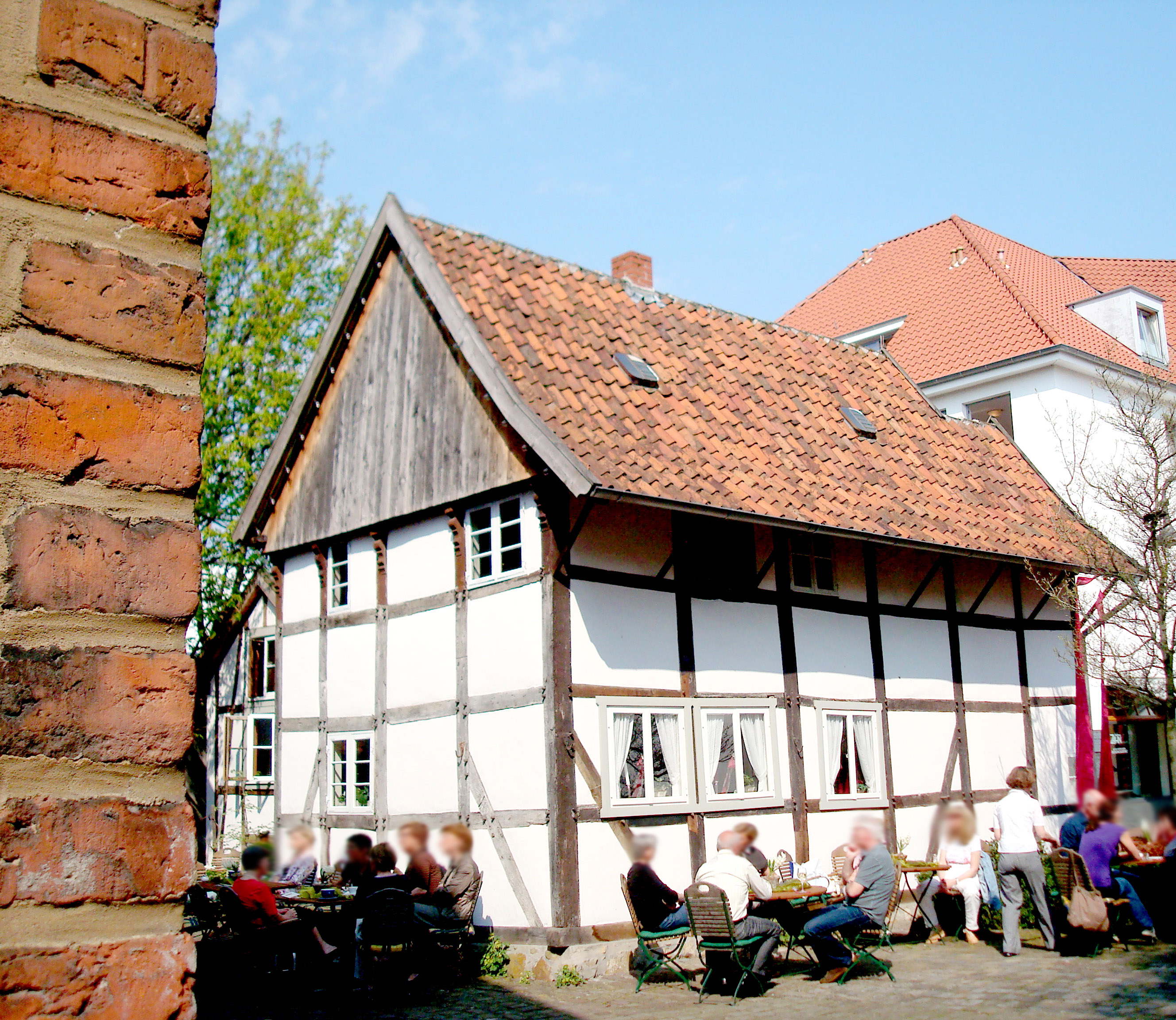
Das Café ist nur 64 m² klein, entsprechend wird bei schönem Wetter der Museumshof genutzt.

## Sammlungen und Ausstellungen

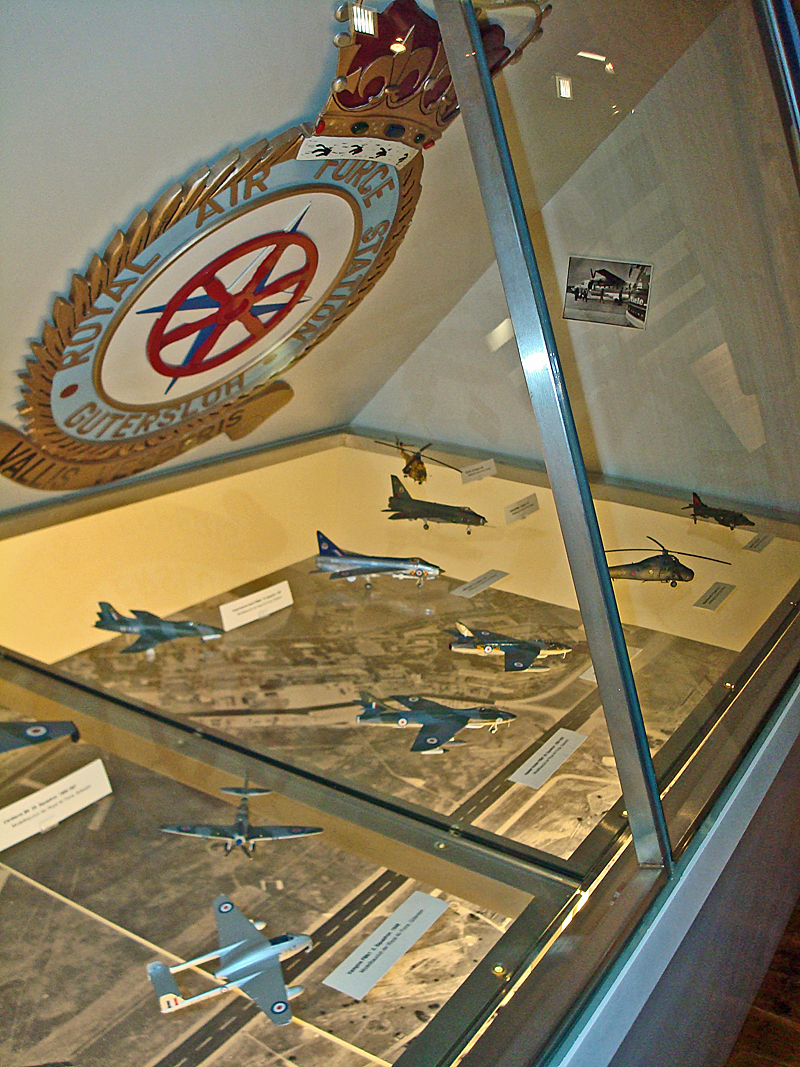
Wichtiges Kapitel in der Gütersloher Stadtgeschichte: der Militärflugplatz

Prinzipiell sammelt das Stadtmuseum Gütersloh alles, was mit der Stadt Gütersloh zusammenhängt. Besondere Sammlungsschwerpunkte sind darüber hinaus Medizin, Hygiene und Gesundheit, Wirtschaft und Industrie, Medien und Medientechnik (was mit dem in Gütersloh ansässigen Medienkonzern Bertelsmann zusammenhängt) sowie Spielzeug und Freizeitgestaltung. Seine umfangreichen Sammlungsbestände, die wegen der geringen zur Verfügung stehenden Ausstellungsfläche nur zum kleinsten Teil gezeigt werden können, machen das Museum zu einem der größeren Museen der Region.

### Stadtgeschichte Gütersloh
Die Ausstellung zur Stadtgeschichte von Gütersloh umfasst Artefakte aus der Bronzezeit bis zu modernen Zeugnissen der digitalen Revolution. Zu sehen ist neben originalen vorgeschichtlichen Fundstücken eine Nachbildung des rund 3.500 Jahre alten, 41 cm hohen „Pavenstädter Riesenbechers“, eines der ältesten Zeugnisse menschlicher Besiedlung im Stadtgebiet Gütersloh. An die frühere Bestimmung des Fachwerkhauses erinnert eine Lehrerwohnung aus der Zeit des Vormärz.
Ein Schwerpunkt der stadtgeschichtlichen Ausstellung liegt auf dem Alltagsleben Gütersloher Familien um 1868. Zu sehen sind Einrichtungs- und Gebrauchsgegenstände einer protestantischen und einer katholischen Familie. An die Einrichtung der ersten Wetterstation Güterslohs durch den Ehrenbürger der Stadt Friedrich Wilhelm Stohlmann erinnern historische Wetterdaten.
Im ehemaligen Pferdestall des Fachwerkhauses ist die komplette Einrichtung der Gütersloher Kupferschmiede Thiro aus dem Jahr 1900 untergebracht: Drei Generationen der Familie Thiro arbeiteten bis 1977 mit den dort ausgestellten Geräten; sie produzierten beispielsweise Töpfe, Pfannen und Destillieranlagen für die ortsansässigen Brennereien.
Ein Bereich der Ausstellung widmet sich dem Thema „Gütersloh – Stadt der Stifter und Schenker“. Nicht zuletzt, weil auch das Stadtmuseum seiner Existenz einer Schenkung verdankt, werden Persönlichkeiten vorgestellt, die sich durch Stiftungstätigkeiten für das Allgemeinwohl der Stadt eingesetzt haben. Prominentes Beispiel ist Reinhard Mohn, der 1996 in Gütersloh die älteste Bürgerstiftung Deutschlands ins Leben rief. So ist in diesem Bereich eine Bronze-Plastik Mohns ausgestellt, eine Arbeit des Wiedenbrücker Bildhauers Hubert Hartmann (1915–2006) von 1986.

### Medizingeschichte

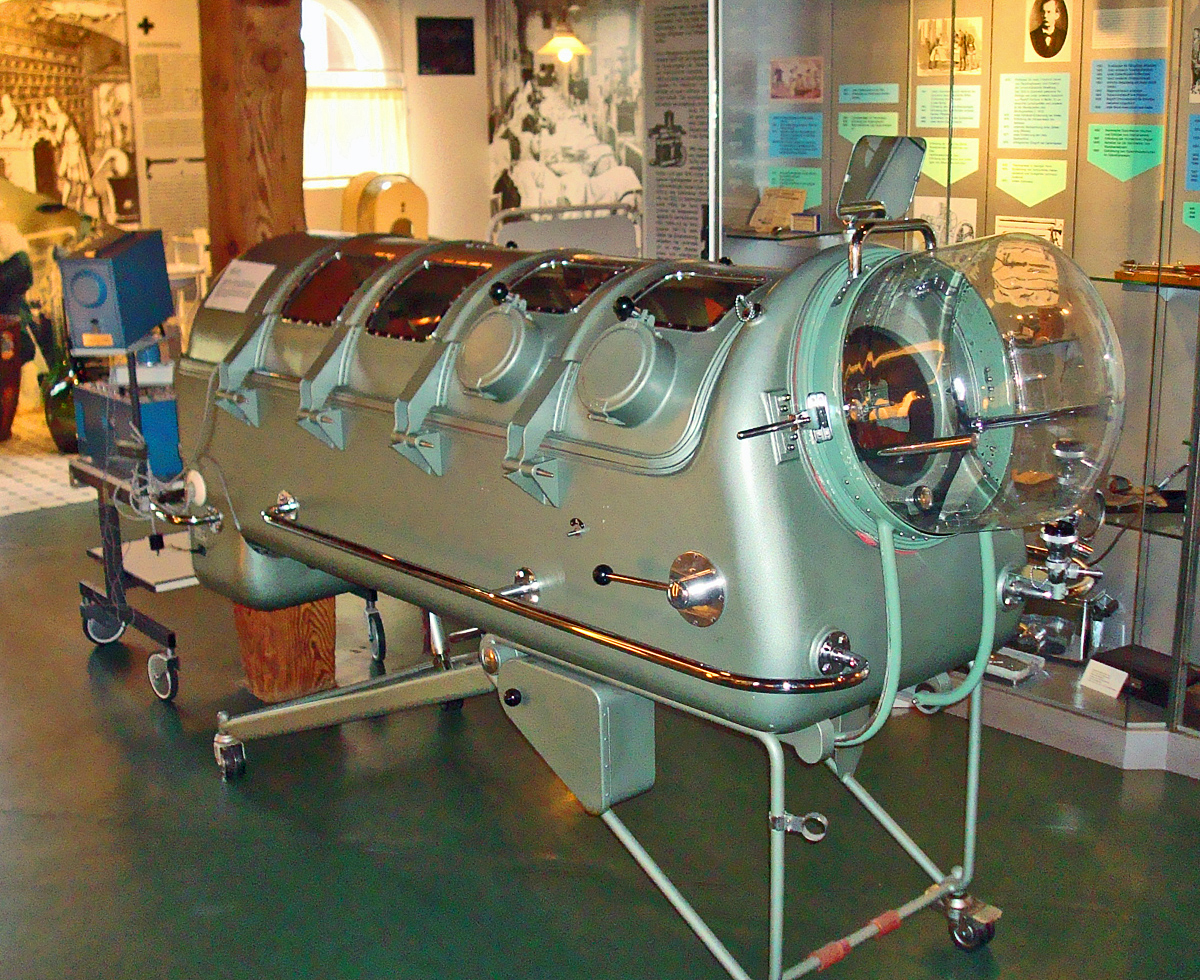
In der medizinhistorischen Ausstellung: eine Eiserne Lunge aus den 1950er Jahren

Das Museum ist das einzige stadtgeschichtliche Museum im norddeutschen Raum mit medizinhistorischem Schwerpunkt. Die Ausstellung zur Medizingeschichte gilt als „überregional bedeutsam“ und wurde 1990 mit dem Spezialpreis zum Europäischen Museumspreis (European Museum of the Year Award) ausgezeichnet. Sie verbindet allgemeine Entwicklungen der Medizingeschichte („Medizin in Antike, Mittelalter und Neuzeit“, „Vom Heilgott zum Halbgott in Weiß“) mit lokalen Bezügen (Praxiseinrichtung Angenete, bekannte Gütersloher Ärzte wie Friedrich Daniel von Recklinghausen, Theodor Rumpel oder die Ehrenbürger Wilhelm Schlüter, Friedrich Wilhelm Stohlmann und Carl Zumwinkel). Da es relativ wenige medizinhistorische Museen in Deutschland gibt, ist diese Dauerausstellung ein Aushängeschild und das Alleinstellungsmerkmal des Museums zumindest in der regionalen Museumslandschaft.
Die Sammlung geht auf den Gütersloher Arzt Wilhelm Angenete zurück, der dem Heimatverein nicht nur die Gebäude des Museums, sondern auch das Inventar seiner Praxis vermachte, darunter zahlreiche medizinische Instrumente, Möbel, ein Skelett sowie Lehr- und Anschauungsmaterialien zum Teil noch aus den 1920er und 1930er Jahren. Zudem konnte sich der Heimatverein wesentliche Teile einer ursprünglich als Apotheke eingerichteten Drogerie von 1890 sichern.
Diese Exponate bildeten den Grundstock für eine Sammlung, zu der heute auch der Schreibtisch des Medizin-Nobelpreisträgers Robert Koch (1843–1910) aus dessen Zeit als Direktor am Institut für Hygiene in Berlin (1885–1891) gehört. Der Schreibtisch gelangte durch die Vermittlung des aus Gütersloh stammenden Medizinhistorikers Axel Hinrich Murken in das Stadtmuseum.
Weitere nennenswerte Ausstellungsstücke sind zwei Zahnarzteinrichtungen von 1925 und 1955, ein Röntgengerät, der Gebärstuhl einer Hebamme (eine zusammenklappbare, per Fahrrad transportierbare Bank mit einem Loch in der Mitte, durch das das Neugeborene passte), ein Zystoskop aus den 1920er Jahren sowie eine Eiserne Lunge, eine stählerne Druckkammerröhre, in der ein Lungenpatient dauerhaft lebte. Heute können in Deutschland kaum ein Dutzend dieser Beatmungsgeräte öffentlich betrachtet werden.
1998 übernahm das Stadtmuseum außerdem die Praxiseinrichtung des Gütersloher Augenarztes Kurt Heinrich (1908–1998).
Flankierend zur Dauerausstellung zeigt das Stadtmuseum Sonder- und Wanderausstellungen mit medizinhistorischem Bezug. Beispiele dafür finden sich im Abschnitt „Sonderausstellungen“.
Aus seiner medizinhistorischen Sammlung stellt das Stadtmuseum Gütersloh immer wieder Exponate für Sonderausstellungen anderer Museen zur Verfügung. So kamen in der Ausstellung „Sonne, Mond und Sterne. Kultur und Natur der Energie“ in der Essener Zeche Zollverein neun von vierzehn medizinischen Bestrahlungslampen aus dem Bestand des Stadtmuseums. Auch zahlreiche Firmen, Verbände, Krankenkassen, Praxen, Kliniken und andere Gesundheitseinrichtungen greifen im Sinne des Geschichtsmarketings für Ausstellungen z. B. aus Anlass von Jubiläen auf die Sammlung zurück. Die Ausleihe seiner Exponate betreibt das Stadtmuseum inklusive einer fachlichen und ausstellungspraktischen Beratung als „historische Dienstleistung“, um zusätzliche Einnahmen zu erwirtschaften.
Im Juli 2013 richtete das Stadtmuseum das 23. Symposium „Medizinhistorische Museologie“ aus. Die Fachtagung vernetzt Vertreter medizinhistorischer Sammlungen und Museen aus Deutschland, Österreich, der Schweiz und den Niederlanden.

### Industriegeschichte

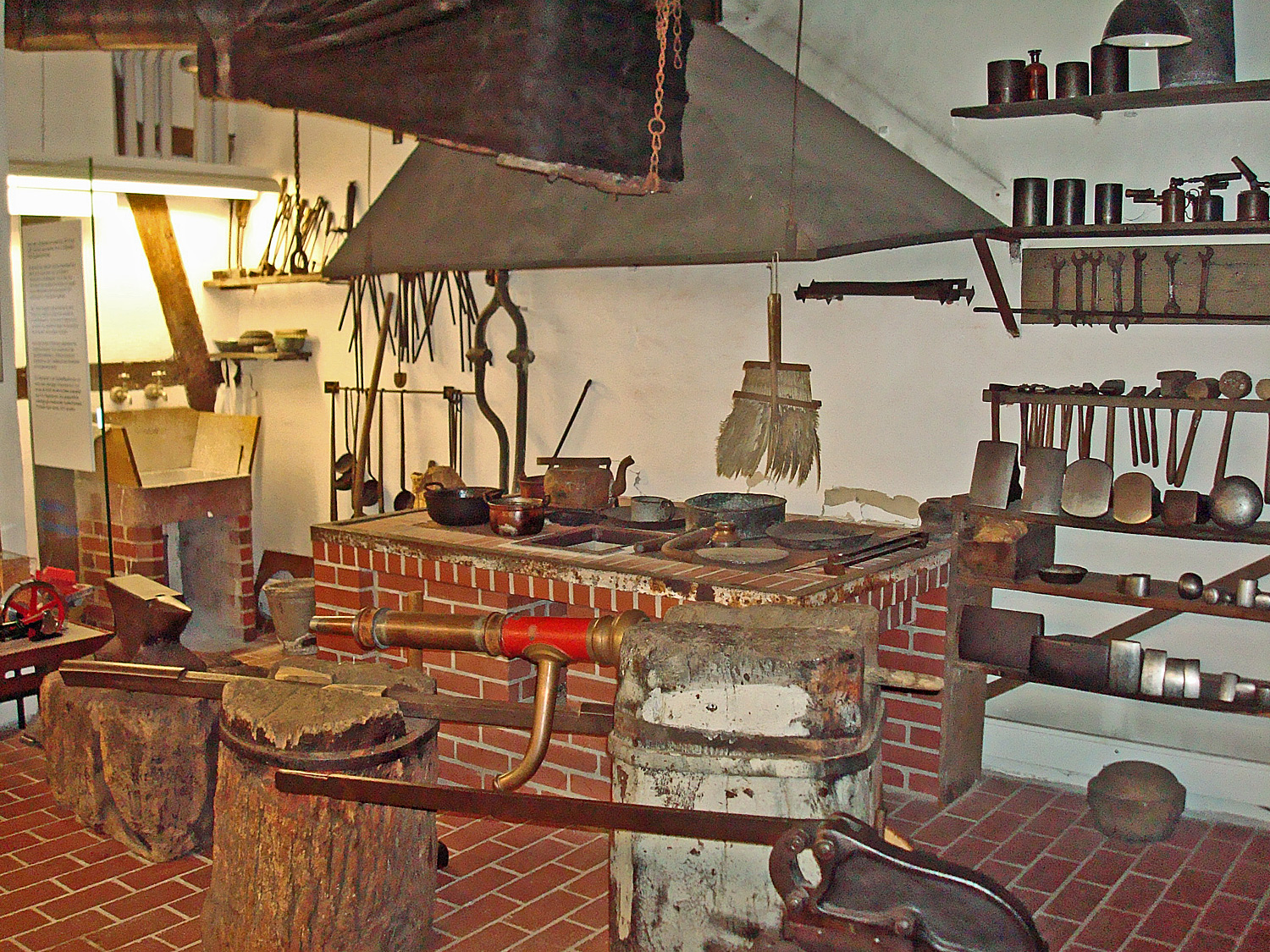
Kupferschmiede um 1900

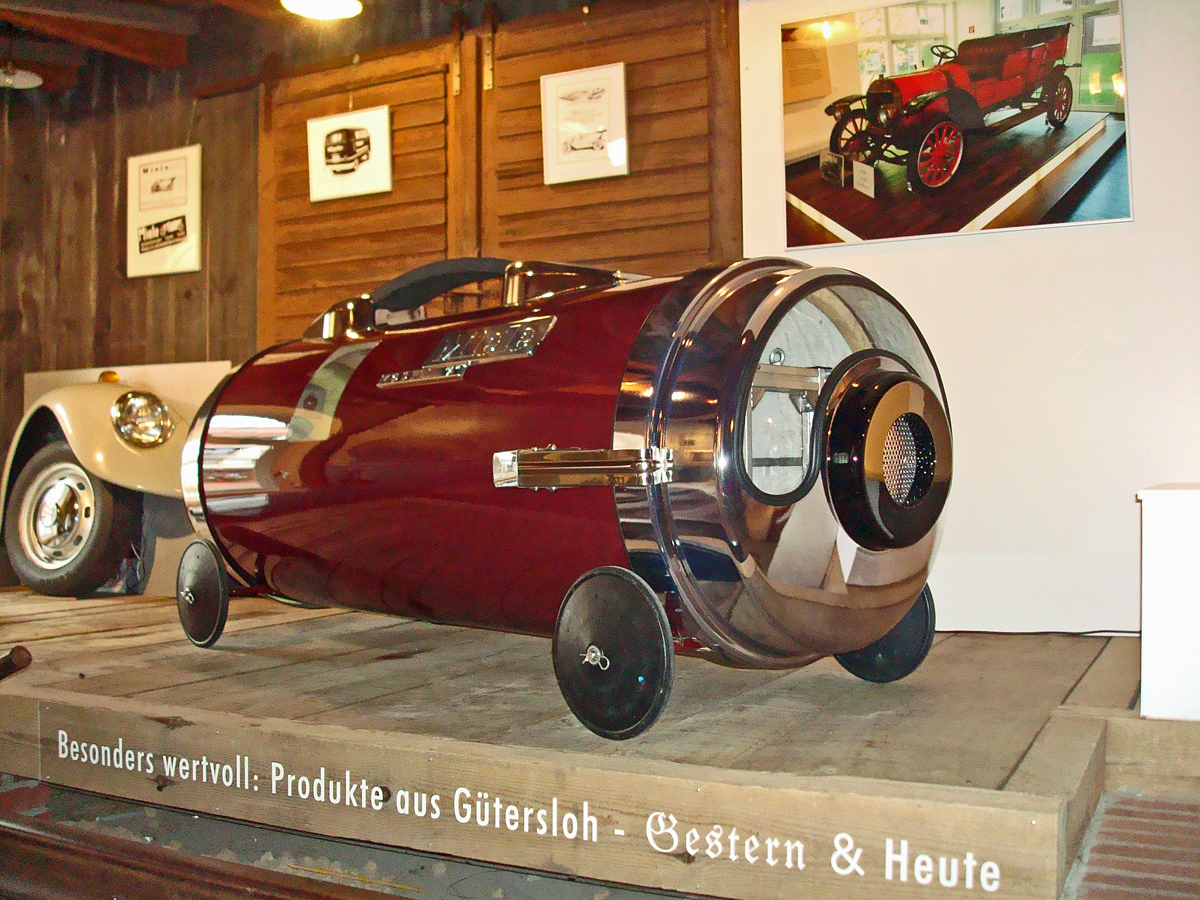
In der industriehistorischen Ausstellung werden metallverarbeitende Betriebe vorgestellt, unter anderem Miele.

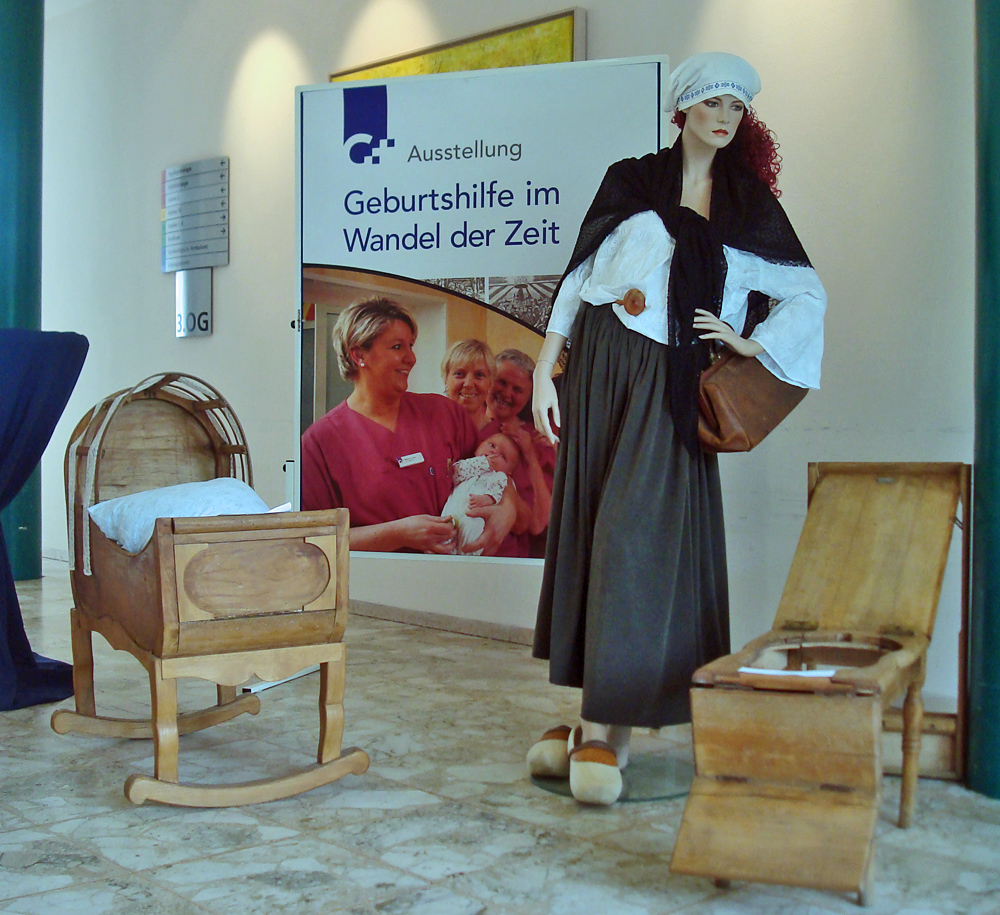
Ausstellung „Geburtshilfe im Wandel der Zeit“ im Klinikum Gütersloh mit Exponaten aus dem Stadtmuseum

Die zweite Dauerausstellung behandelt die industrielle Entwicklung in Deutschland am Beispiel Gütersloher Unternehmen und damit schwerpunktmäßig die Textil- und Metallwarenindustrie. Zu sehen ist neben Werkbänken und Maschinen ein noch funktionstüchtiger mechanischer Webstuhl. Auch das Thema „Waschen und Waschmaschine“ wird in Hinblick auf den heimischen Hausgerätehersteller Miele angesprochen.

### Sonderausstellungen
In Sonderausstellungen werden lokale Themen behandelt oder Wanderausstellungen gezeigt. Bei den lokalen Themen liegt der Fokus auf der Stadtgeschichte mit der Entwicklung von Industrie, Handel und Verkehr, von Kultur, Freizeit und Bildung.
Dem Schwerpunkt seiner Sammlung auf die Medizingeschichte entsprechend, zeigt das Stadtmuseum regelmäßig eigene oder fremde Ausstellungen aus diesem Bereich. Beispiele dafür waren „Blutiges Handwerk – Klinische Chirurgie. Zur Entwicklung der Chirurgie 1750–1920“, „Entbindungskunst. Geburtsmedizinische Sammlung Göttingen 1750 bis 1860“, eine Sonderausstellung zum Gütersloher Pathologen Friedrich Daniel von Recklinghausen, „Prothesen von Kopf bis Fuß“, „Alles halb so schlimm. Kinderbücher und Spielzeug zu Medizin, Krankheit und Heilung“, „Au Backe. Vom Zahnreißen zum Zahnerhalten“ oder „Die Entdeckung der Beweglichkeit – Alter, Krankheit und Behinderung in der Geschichte“.
Mit der Ausstellung „Zimmerfahrstühle und Handbetriebs-Fahrräder – aus der Geschichte des Rollstuhls“ im Jahr 2013 leistet das Museum einen Beitrag zu einem noch relativ unerforschten Kapitel der Medizingeschichte. Heinrich Wilhelm Voltmann, der 1871 in Bad Oeynhausen die wohl erste deutsche Rollstuhlfabrik gründete, wurde am 4. Juni 1843 in Gütersloh geboren.
Traditionell wird in den Wintermonaten eine Ausstellung gezeigt, die sich im weiteren Sinne mit Spielzeug beschäftigt. Diese Ausstellungen erleben erfahrungsgemäß den größten Besucherzuspruch. Zu den erfolgreichsten Ausstellungen des Museums gehörten „Dem Ingenieur ist nichts zu schwör“ (mit nachgebauten Erfindungen von Daniel Düsentrieb), „Busy girl – Barbie macht Karriere“, „Texas-Wackel-Express – Die Eisenbahnregion Gütersloh im Modell“ (eine Anspielung auf die TWE), „100 Jahre Märklin-Metallbaukästen“ und eine Käthe-Kruse-Ausstellung. Die beiden besucherstärksten Ausstellungen des Museums waren 2009 „Alle bauen mit Lego“ und 2015 „Manege frei für Playmobil“ mit jeweils fast 5.000 Besuchern.
Zu den erfolgreichsten Sonderausstellungen gehörte auch die Ausstellung „Der große Krieg?“ im Jahr 2014, die fast 4.000 Menschen besuchten. Das gemeinsame Projekt der Partnerstädte Gütersloh und Châteauroux bereitete das Thema „Erster Weltkrieg“ im lokalen Vergleich auf und wurde anschließend in Graudenz und Danzig gezeigt.

## Museumspädagogik
Das in Münster entwickelte Projekt „Kulturstrolche“ wird seit 2008 vom Kultursekretariat NRW Gütersloh in seinen Mitgliedsstädten verbreitet. So haben im Stadtmuseum Gütersloh Grundschulkinder die Möglichkeit, spielerisch und kindgerecht die Ausstellungen kennenzulernen und hinter die Kulissen eines Museumsbetriebes zu schauen. Angeboten werden Museumsrallyes, Ratespiele, Verkleidungsaktionen und Kurse zur Textilherstellung und Holzbearbeitung. Es gibt spezielle Kinderführungen und Angebote für Kindergeburtstage. Ein „Museumsarzt“ und seine Arzthelferin führen durch die medizinhistorische Sammlung. Zudem besitzt das Stadtmuseum transportable Ausstellungskästen aus Holz, die mit Material (z. B. zur Herstellung von Papier und zum Erlernen historischer Schreib- und Drucktechniken) bestückt und an Schulen zur Projektarbeit ausgeliehen werden. Seit dem 19. September 2018 besteht eine Bildungspartnerschaft zwischen dem Museum und der städtischen Anne-Frank-Gesamtschule. Schülerinnen und Schüler des neunten Jahrgangs haben vor, sechs Stadtführungen zum Thema „Gütersloh unterm Hakenkreuz“ vorzubereiten und durchzuführen.